# Tricondyloides elongatus
Tricondyloides elongatus es una especie de escarabajo longicornio del género Tricondyloides, tribu Parmenini, familia Cerambycidae. Fue descrita científicamente por Breuning en 1939.
Se distribuye por Oceanía: Nueva Caledonia. Mide 11 milímetros de longitud. El período de vuelo ocurre en el mes de octubre.